# Hargreaves Glacier
Hargreaves Glacier är en glaciär i Antarktis. Den ligger i Östantarktis. Australien gör anspråk på området. Hargreaves Glacier ligger 5 meter över havet.
Terrängen runt Hargreaves Glacier är huvudsakligen platt, men västerut är den kuperad. Havet är nära Hargreaves Glacier norrut.  Trakten är obefolkad. Det finns inga samhällen i närheten.